# Greet Ruytjens
Greet Ruytjens is een personage uit de Vlaamse soapserie Wittekerke dat werd gespeeld door Truus Druyts van 1995 tot 1996.

## Personage
Greet Ruytjens maakt haar opwachting in Wittekerke om de Duingalm te saneren. Ze is aangesteld door grote baas meneer Thijssen. Iedereen is op staande voet ontslagen. Tanja Tavernier, die nog maar een dag voor de krant werkte kreeg geen ontslagbrief en komt opnieuw werken. Greet wil schoon schip maken en heeft geen hoge dunk van Tanja gezien zij door haar slome voorganger aangenomen werd. Tanja geeft echter niet af en nadat Greet ziet dat ze op haar eerste dag voor bijna 30.000 frank aan advertentieruimte verkocht heeft ziet ze toch potentieel in haar en neemt ze haar aan, niet om adverteerders te zoeken maar als journaliste. Greet wil niet het nationaal nieuws dunnetjes overdoen, maar streeknieuws brengen met verhalen van bij hen. Zo moedigt ze een reportage aan over Stef, de broer van Tanja die in de gevangenis gezeten heeft. Nadat een man sterft in Café de Schorre, onderzoekt Greet met Magda de doodsoorzaak. Ze wil een artikel schrijven over het bedrijf waar de man werkte en waar asbest aanwezig was. Na een dreigement van de bedrijfsleider bij meneer Thijssen verbiedt hij een artikel, maar Greet haalt haar slag wel nog thuis doordat het bedrijf belooft schadevergoeding te betalen aan de nabestaanden. Later wil Thijssen de krant opdoeken, maar ze krijgen na aandringen vier weken respijt om zich te bewijzen. Greet en Tanja roepen de hulp van Frank in om zich voor te doen als een Nederlander die de krant wil kopen, om zo meneer Thijssen de indruk te geven dat er kapers op de kust zijn en de krant toch belangrijk is. Thijssen heeft dit meteen door, al waardeert hij de inspanning wel. 
Greet ligt goed in de markt bij de mannen en krijgt aandacht van Frank Opdebeeck en Geert Verschuren. Ze maakt aan Frank duidelijk dat ze niet geïnteresseerd is. Met Geert gaat het wel de goede kant uit, maar ook Stef ligt op de loeren. Stef heeft problemen met drugs en zoekt hulp bij Greet, die net in het huis van Ronnie Geevaert ingetrokken is. Wanneer Bart en Katrien worden betrapt met drugs in hun auto, beweren ze dat Stef hiervoor gezorgd heeft. Stef ligt nu onder vuur in Wittekerke, maar Tanja gelooft in haar broer. Op dat moment gijzelt Stef Greet in haar huis. Wanneer de politie binnenvalt schiet Stef Max neer, Greet is ongedeerd. De jacht op Stef is geopend. Stef wordt opgepakt en belandt in de gevangenis. Frank en Geert komen bij Greet wonen in het huis van Ronnie om zo de huur te kunnen delen. 
Greet koopt een boot en wil deze opknappen, waarbij ze geëlektrocuteerd wordt. Ze komt er vrij ongedeerd van af, maar moet toch enkele weken herstellen. De vlam tussen Greet en Geert wakkert weer aan en ze worden een koppel, al wil Geert het wel nog rustig aan doen omdat hij ook nog met zijn overleden vrouw Linda in zijn hoofd zit. 
Stef weet uit de gevangenis te ontsnappen en zint op wraak. Hij wil wraak nemen op iedereen in Wittekerke die hem dwarsgezeten heeft. Zijn kompaan Semtex lokt Greet naar een verlaten loods en neemt haar mee naar de schuilplaats van Stef. Hij bedreigt haar en richt zijn pistool op haar. Ze zegt zijn naam en hij zegt dat hij ervan droomde dat dat haar laatste woord was en schiet haar dan in koelen bloede neer. Greet is op slag dood. Ze wordt in Spanje begraven op vraag van haar ouders. 
In aflevering 141 duikt Greet nog één keer op als Geert dagdroomt en haar herkent in de poetsvrouw, maar ze heeft geen sprekende rol hier.